# Calderó de Gundestrup
El Calderó de Gundestrup és un artefacte arqueològic en forma de calderó o marmita de plata gairebé pura (97%), datada en el segle primer a.C., trobada a una torbera de Himmerland, Jutlàndia, Dinamarca, en 1891, i exposada com a peça principal al Museu Nacional de Dinamarca, a Copenhaguen. A més, n'existeixen tres còpies exposades en els museus francesos de Dijon, Autun (antiga Bibractis) i Lion.
El calderó, de 69 cm de diàmetre i 42 cm d'alt, està format per 12 peces que confegeixen la part lateral, i una altra de circular per al fons, totes elles de plata repujada a martell, que representen un ric conjunt d'imatges.
La importància d'aquest objecte arqueològic radica principalment en la seva iconografia.

## Iconografia

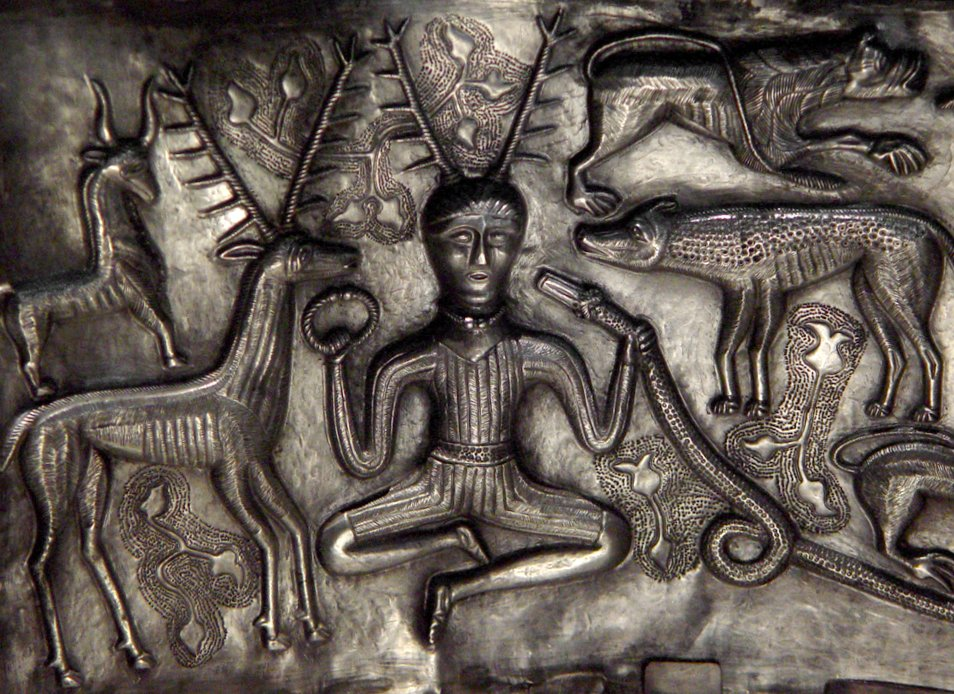
Detall dels gravats del calderó

La decoració de la marmita ens mostra dos vessants diferents, dues fonts d'inspiració gairebé incompatibles: d'una banda, animals com el lleó o el dofí, de clara ambientació mediterrània, així com un espectacle de tauromàquia o taurocatàpsia (captura del brau) o taurobòlia representat per triplicat, sense comptar el toro ajagut del fons del calderó. D'altra banda, predominant amb diferència, figures típiques de la cultura i mitologia celtes. El déu Karnonos, posteriorment anomenat Cernunnos, representat amb banyes de cérvol, hi apareix una vegada amb tota seguretat, aguantant una serp amb la mà esquerra, i altres dues més dubtoses. També hi figura Taranis, déu del cel i de la tempestat, aguantant amb la mà dreta una roda de carro, la que fa el soroll dels trons. Probablement també hi figura Teutatès o Tutatis, una mena de Mart gal, déu de la guerra, potser identificat amb algun guerrer famós o amb algun règul. Una deïtat femenina envoltada d'animals fantàstics; una escena de sis guerrers armats, animats per quatre músics tocant càrnix i atacant un llebrer i un gegant que ja ha neutralitzat un onzè soldat. Totes aquestes, com les restants escenes representades, tenen un caràcter clarament diferent de les primeres que hem esmentat.

## Mitologia
En la mitologia cèltica les calderes "màgiques" complien tres funcions principals, tenir, saber o viure, és a dir, calderó de l'abundor, del coneixement o de la ressurrecció. Tant podien donar a menjar a un exèrcit de mil combatents, com inspirar una saviesa universal com ressuscitar uns guerrers morts, aquesta darrera funció representada en una de les escenes del calderó de Gundestrup.